# Тачурі
Тачу́рі (Tachuris rubrigastra) — вид горобцеподібних птахів родини тиранових (Tyrannidae). Мешкає в Південій Америці. Це єдиний представник монотипового роду Тачурі (Tachuris).

## Опис

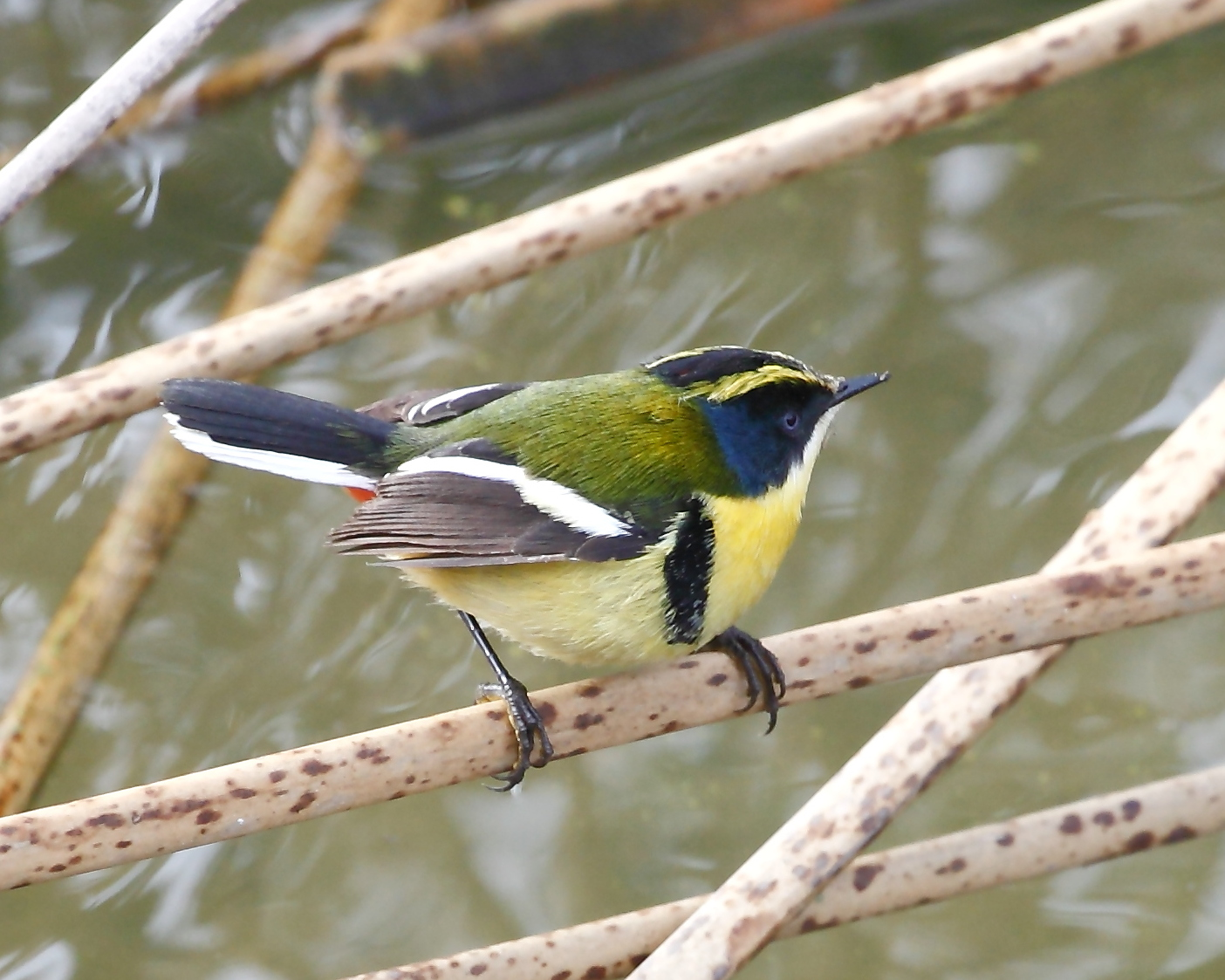
Тачурі

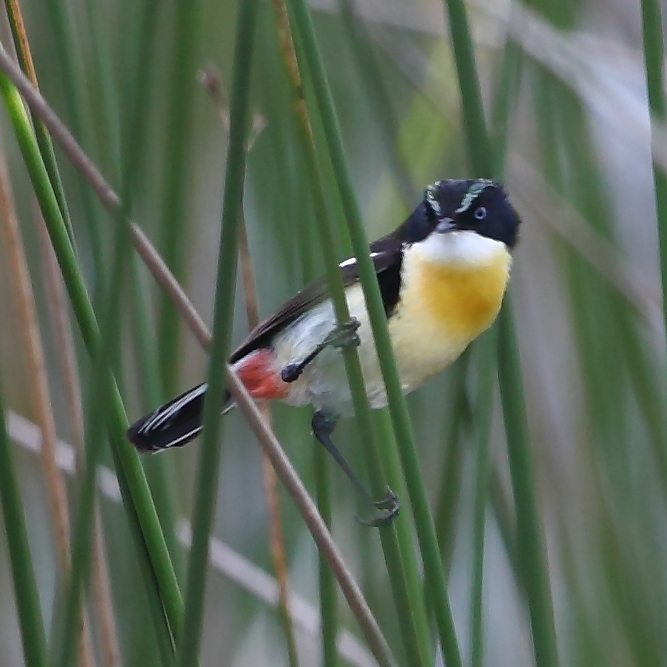
Тачурі (лагуна Патус, штат Ріу-Гранді-ду-Сул, Бразилія

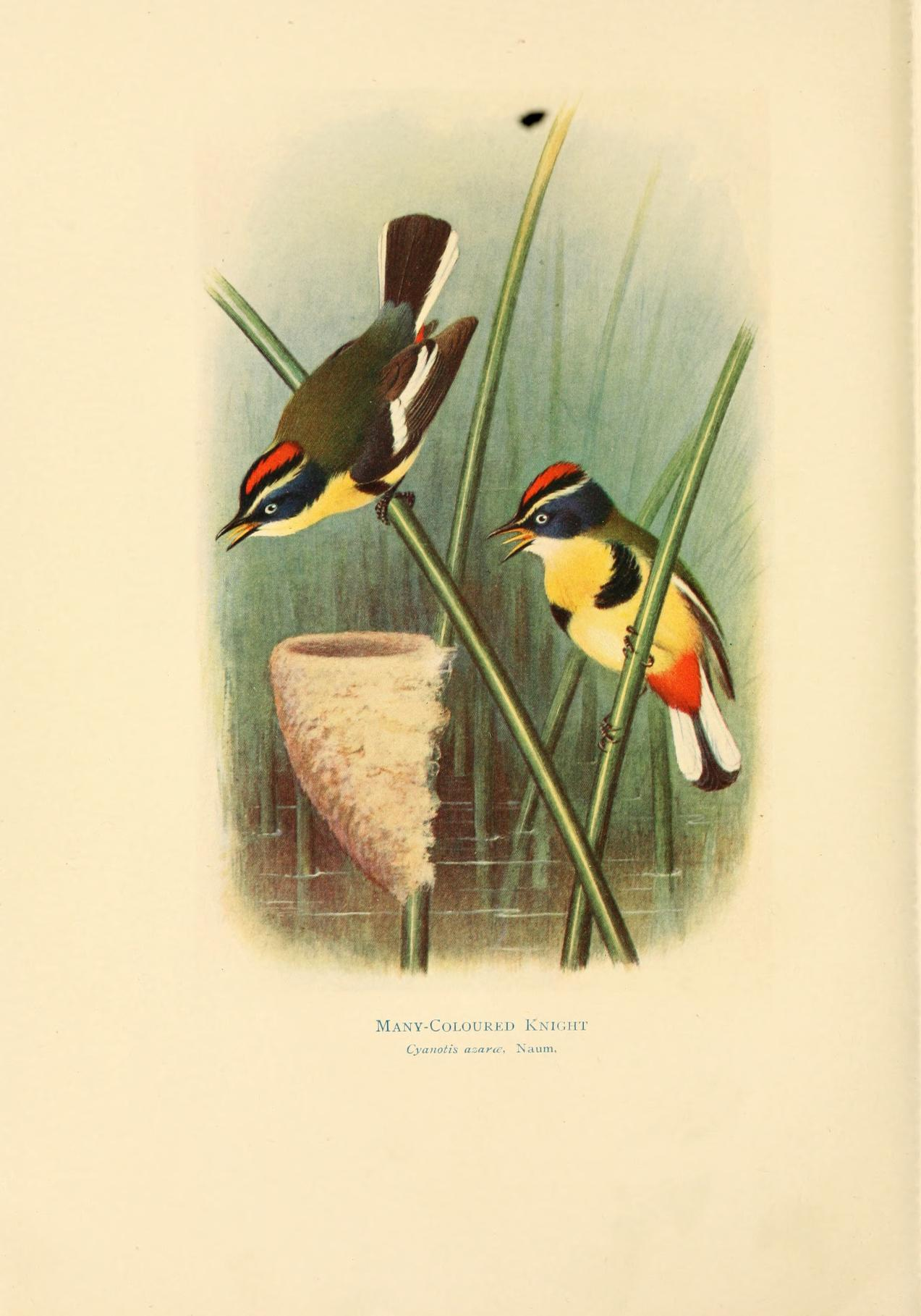
Пара тачурі

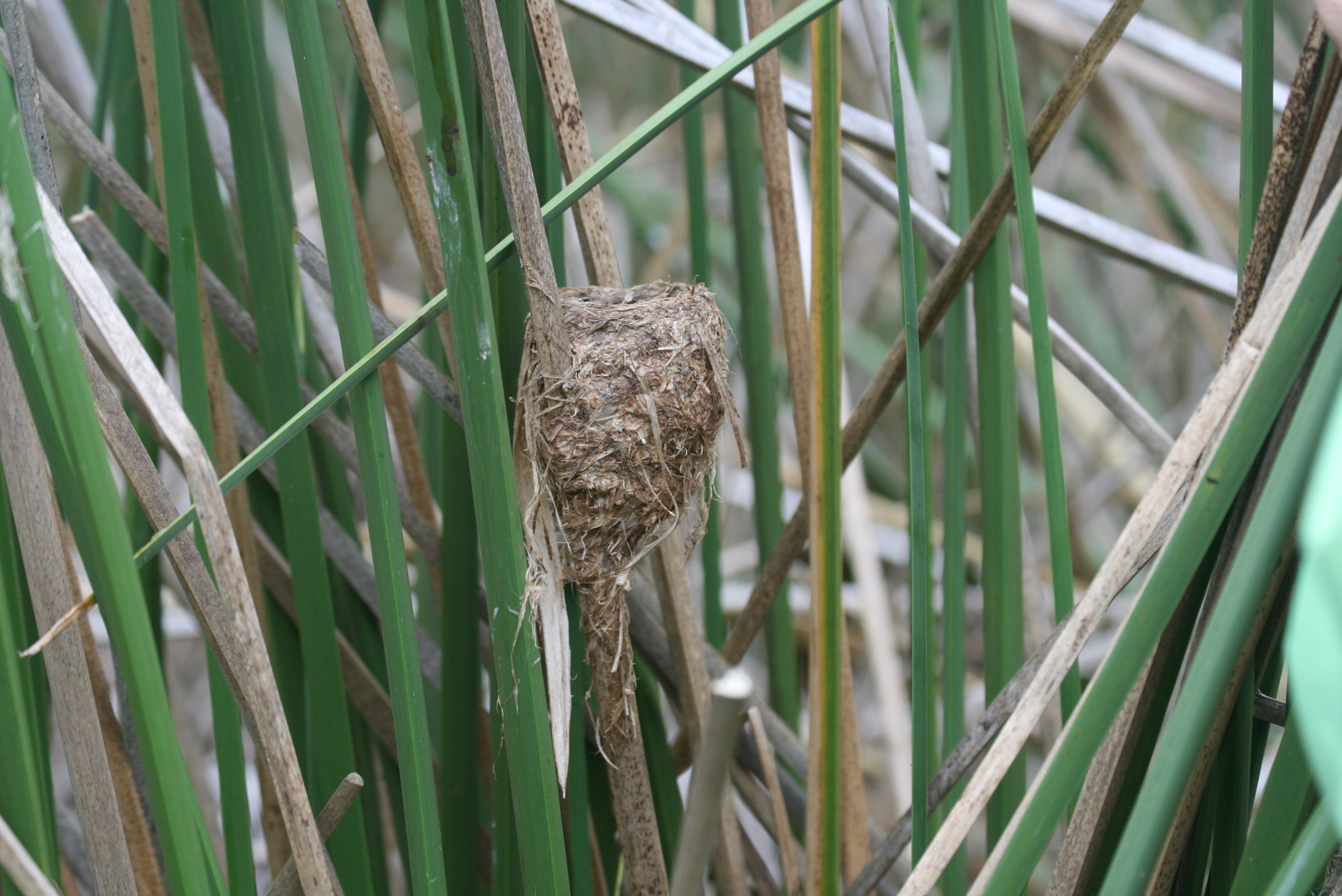
Гніздо тачурі

Тачурі — дрібний птах, середня довжина якого становить 10-11,5 см, вага 6,5-8 г. Забарвлення яскраве. Верхня частина голови чорна, на тімені малопомітна червона смуга, над очима золотисто-жовті "брови". Голова з боків синювато-чорна, верхня частина тіла зелена, горло біле, нижня частина тіла яскраво-жовта. На грудях з боків широкі чорні смуги. Гузка і нижні покривні пера хвоста червоні. Хвіст короткий, центральні стернові пера чорні, крайні стернові пера білі, помітні в польоті, решта пера мають білі кінчики. Крила короткі, округлої форми, покривні пера крил сірі, перешорядні махові пера бурувато-сірі, другорядні махові пера мають блі края, що формують на крилах білу поперечну смугу, помітну в польоті. Дзьоб тонкий, чорний, лапи чорні, очі світло-блакитні. Самиці і молоді птахи мають дещо менш яскраве забарвлення. Представники підвиду T. r. alticola мають дещо більші розміри, "брови" у них більш широкі. У представників підвиду T. r. libertatis нижня частина тіла білувата, "брови" зеленуваті.

## Систематика і таксономія
Тачурі був науково описаний французьким орнітологом Луї Жаном П'єром В'єйо за зразком з Парагваю під назвою Sylvia rubrigastra. У 1836 році французький орнітолог Фредерік де Лафресне помістив тачурі у рід Tachuris. Систематичне положення цього роду довгий час залишалося невизначеним. Молекулярно-генетичне дослідження, проведене Телло та іншими в 2009 році дозволило дослідникам краще зрозуміти філогенію родини тиранових. Виявилося, що тачурі належить до окремої генетичної лінії, представники якої відділилися від решти тиранових від 25 до 28 мільйонів років тому. За результатами цього дослідження, деякі систематики запропонували виділити рід Tachuris у окрему монотипову родину Tachurididae (або Tachurisidae). Однак більшість систематиків, зокрема Міжнародна спілка орнітологів, не визнають цієї класифікації.

## Підвиди
Виділяють чотири підвиди:
- T. r. alticola (Berlepsch & Stolzmann, 1896) — Анди в Перу (від Хуніна до Пуно), західній Болівії і Аргентині (на південь до Тукумана);
- T. r. libertatis Hellmayr, 1920 — західне узбережжя Перу (від Ла-Лібертада до Іки і Арекіпи);
- T. r. loaensis Philippi Bañados & Johnson, AW, 1946 — північ Чилі (Антофагаста);
- T. r. rubrigastra (Vieillot, 1817) — Південно-Східна Бразилія (від Сан-Паулу до Ріу-Гранді-ду-Сул), східний Парагвай, Уругвай, Аргентина (на південь до Патагонії) і Чилі (від Атаками на південь до Айсена).

## Поширення і екологія
Тачурі мешкають в Перу, Болівії, Чилі, Аргентині, Бразилії, Парагваї і Уругваї. Вони живуть на болотах і в очеретяних та заростях на берегах річок і озер, серед комишів. Зустрічаються поодинці, парами або невеликими сімейними зграйками, на висоті до 4200 м над рівнем моря. Живляться комахами та іншими дрібними безхребетними. яких шукають серед очерету, пересуваючись невеликими стрибками і перелітаючи з місця на місце. Сезон розмноження триває з вересня по грудень. Гніздо чашоподібне, робиться з сухого очерету, розміщується в комишах, на висоті від 50 до 100 см над водою. В кладці від 2 до 3 жовтуватих, поцяткованих темними плямками яєць, розміром 16×13 мм.